# Ходарьонок Михайло Михайлович
Михайло Михайлович Ходарьонок (народився 20 лютого 1954 в Таллінні, Естонська РСР, СРСР) — російський журналіст, військовий оглядач «Газети.ru» та радіостанції «Вести ФМ». Полковник запасу.

## Життєпис
Народився 20 лютого 1954 року в Таллінні, Естонська РСР. У 1971 році вступив до Мінського вищого військового інженерного училища, яке закінчив у 1976 році.
Службу розпочав у військах ППО на посаді начальника відділення бойового управління радіотехнічної батареї ЗРК С-75. З 1977 по 1980 служить командиром радіотехнічної батареї ЗРК С-75. В 1980 призначається командиром зенітного ракетного дивізіону С-75.
В 1986 закінчив Військову командну академію ППО.
У 1986—1988 роках проходить службу на посаді заступника командира зенітного ракетного полку С-200.
В 1988 переведений на службу в Головний штаб Військ ППО на посаду старшого офіцера штабу зенітних ракетних військ протиповітряної оборони.
З 1992 — старший офіцер-оператор 1 напряму 1 управління Головного оперативного управління Генерального штабу Збройних сил РФ.
В 1996 вступає до Військової академії Генерального штабу Збройних Сил Російської Федерації, після закінчення якої в 1998 призначений начальником групи 1 напрямку 1 управління Головного оперативного управління Генерального штабу.
22 липня 2000 звільнився в запас у званні полковника.

## Журналістська діяльність
Після військової служби почав працювати як військовий журналіст. Оглядач «Незалежного військового огляду» з 2000 по 2003 роки.
Працював головним редактором газети «Військово-промисловий кур'єр» (2010—2015) та журналу «Повітряно-космічна оборона».
Зараз — військовий оглядач видання «Газета.Ru» і радіостанції «Вести ФМ», де регулярно виступає гостем передачі «Від трьох до п'яти» Є. Г. Я. Сатановського, який називає рубрику за участю Ходарьонка «годиною мілітариста»
У лютому 2022 року «Незалежна газета» у своєму «Незалежному військовому огляді» опублікувала статтю Михайла Ходарьонка «Прогнози кровожерливих політологів. Про захоплених яструбів і квапливих зозуль», в якій він пояснює, чому не відповідають реальності твердження окремих російських політиків, що Росія може за кілька годин завдати Україні нищівної поразки, якщо почнеться військовий конфлікт.
У травні 2022 р. у ток-шоу на російському ТБ відверто висловився про критичне становище російської армії та втрату Росією союзників через агресію проти України.

## Нагороди
- Медаль ордену «За заслуги перед Батьківщиною» II ступеня (21.08.2020) — за заслуги у розвитку вітчизняної журналістики, високий професіоналізм та багаторічну плідну роботу[6].